# 한국교육개발원
한국교육개발원(韓國敎育開發院, Korean Educational Development Institute, KEDI)은 국가수준에서의 교육의 목적, 내용, 방법 등에 관한 종합적이며 과학적인 연구를 수행하고, 한국교육이 당면한 제반 문제를 합리적으로 해결하는 혁신적인 교육체제를 개발함으로써 교육의 발전에 기여하기 위하여 1972년 8월 설립된 국무총리(국무조정실) 산하 경제인문사회연구회 소속 정부출연연구기관이다. 청사는 충청북도 진천군 덕산읍 교학로 7(충북혁신도시)에 있다

## 연혁
- 1972년 8월 재단법인 한국교육개발원 설립
- 1973년 3월 한국교육개발원육성법(법률 제2616호) 제정·공포
- 1973년 10월 한국교육개발원육성법시행령(대통령 제6896호) 제정·공포
- 1974년 3월 중앙시청각교육원으로부터 라디오 학교방송 운영 인수
- 1990년 12월 교육방송 전담기구로 부설 교육방송(EBS) 설치
- 1997년 1월 부설 교육방송(EBS) 및 부설 멀티미디어교육연구센터 [한국교육방송원]으로 분리.독립
- 1999년 1월 [정부출연연구기관설립.운영및육성에관한법률]의 제정.공포(법률 제 5,733호), 국무총리실 산하 인문사회연구회로 소관 변경
- 2005년 7월 인문사회연구회에서 경제·인문사회연구회로 소관 변경
- 2017년 4월 충청북도 진천군 덕산면 두촌리 충북혁신도시로 이전

## 조직

### 한국교육개발원장
- 감사
  - 감사실

자문위원회
부원장/기획조정본부
- 연구기획실
- 예산기획실
- 홍보자료실
- 국제협력실
- 지식정보화실

교육정책네트워크
초중등교육연구본부
- 학교교육연구실
- 교육정책연구실
- 민주시민교육연구실
- 지방교육재정연구센터
- 고교학점제연구센터

고등교육연구본부
- 고등교육정책연구실
- 고등교육제도연구실
- 대학역량진단센터

미래교육연구본부
- 디지털교육연구실
- 방송중·고운영센터
- 환경·통일교육연구실

교육정책지원연구본부
- 교육복지연구실
- 영재교육연구센터
- 교육시설·환경연구센터

국가교육통계연구본부
- 교육통계센터
- 교육조사분석연구실
- 교육지표연구실

경영지원본부
- 총무·계약실
- 인사실
- 재무회계실
- 정보화실
- 청사운영실

## 같이 보기
- 한국교육과정평가원
- 한국교육학술정보원